# Marilyn Maye
Marilyn Maye McLaughlin (Wichita, 10 aprile 1928) è una cantante, cabarettista e attrice statunitense.

## Biografia
Dopo aver attirato l'attenzione di Steve Allen, ha cominciato a cantare al The Tonight Show, in cui è apparsa 76 volte. Nel 1966 fu candidata al Grammy Award al miglior artista esordiente. Ha anche recitato in numerosi musical, tra cui Can-Can, Mame, Follies e Hello, Dolly!. Ella Fitzgerald l'ha definita "la più grande cantante bianca al mondo".